# Michel Deville
Michel Deville (Boulogne-Billancourt, 13 de abril de 1931-16 de febrero de 2023) fue un guionista y director de cine francés.

## Biografía
Comenzó su carrera como asistente de Henri Decaë, por lo que Deville fue considerado como «una de las grandes esperanzas del cine de entretenimiento francés». Pero con el aumento de los presupuestos de sus filmes, estas «perdieron su espíritu».
Michel Deville recibió un premio César en 1986 como mejor director por su película Péril en la demeure. En 1998 recibió la Concha de Plata del Festival Internacional de Cine de San Sebastián por el largometraje Las confesiones del doctor Sachs.

## Filmografía como realizador

### Largometrajes
- 1958: Une balle dans le canon [codirección con Charles Gérard]
- 1961: Ce soir ou jamais [también coguionista]
- 1962: Adorable Menteuse [también guionista]
- 1963: À cause, à cause d'une femme [también productor y coguionista]
- 1963: L'Appartement des filles [también coguionista]
- 1964: Lucky Jo [también coguionista]
- 1966: On a volé la Joconde
- 1966: Martin soldat
- 1967: Tendres requins
- 1968: Benjamin ou les Mémoires d'un puceau
- 1969: Bye bye, Barbara [también coguionista]
- 1970: L'Ours et la Poupée [también coguionista]
- 1971: Raphaël ou le Débauché [también coguionista]
- 1973: La Femme en bleu
- 1974: Le Mouton enragé
- 1977: L'Apprenti salaud [también guionista]
- 1978: Le Dossier 51 [también guionista]
- 1980: Le Voyage en douce [también guionista]
- 1981: Eaux profondes [también guionista]
- 1982: La Petite Bande
- 1983: Les Capricieux (TV)
- 1985: Péril en la demeure [también guionista]
- 1986: Le Paltoquet [también guionista]
- 1988: La Lectrice [también guionista]
- 1990: Nuit d'été en ville
- 1992: Toutes peines confondues
- 1993: Aux petits bonheurs
- 1996: La Divine Poursuite [también guionista]
- 1999: La Maladie de Sachs, Las confesiones del doctor Sachs, [también guionista]
- 2002: Un monde presque paisible
- 2005: Un fil à la patte

### Cortometrajes
- 1962: Les Petites Demoiselles (TV)
- 1991: Contre l'oubli - segmento Pour Nguyen Chi Thien

## Premios
Festival Internacional de Cine de San Sebastián
| Año  | Categoría                                                  | Película                         | Resultado |
| ---- | ---------------------------------------------------------- | -------------------------------- | --------- |
| 1978 | Concha de Plata                                            | El dossier 51                    | Ganador   |
| 1999 | Concha de Plata al mejor Director                          | Las confesiones del doctor Sachs | Ganador   |
| 1999 | Premio del jurado al mejor guion                           | Las confesiones del doctor Sachs | Ganador   |
| 1999 | Premio de la Asociación de donantes de sangre de Guipúzcoa | Las confesiones del doctor Sachs | Ganador   |